# Кацнельсон, Яков Юрьевич
Я́ков Ю́рьевич Кацнельсо́н (род. 25 мая 1976, Москва) — российский пианист и музыкальный педагог.

## Биография
Родился 25 мая 1976 года в Москве. В 1993 году окончил Среднюю специальную музыкальную школу им. Гнесиных по классу флейты и фортепиано. В 1998 окончил Московскую консерваторию (класс фортепиано народной артистки СССР Элисо Вирсаладзе).
В 2000 году окончил аспирантуру Московской консерватории.
С 1998 года преподаёт концертмейстерское мастерство в Московской средней специальной музыкальной школе имени Гнесиных, с 2001 — в Московской консерватории (ныне — доцент).

## Участие в конкурсах
- Дипломант X Международного Баховского конкурса (Лейпциг).
- Дипломант Международного конкурса Королевы Елизаветы (Бельгия, 1999).
- Лауреат Международного конкурса пианистов (Тбилиси, 2001).
- Финалист Международного конкурса им. Клары Хаскил (Веве, Швейцария, 2003).
- Лауреат I Международного конкурса пианистов им. С. Рихтера (Москва, 2005).

Наряду с сольной карьерой выступает как ансамблист — в том числе в 1996—2005 годах участник «Академ-трио» (вместе со скрипачкой Ириной Петуховой и виолончелистом Борисом Лифановским). В составе ансамбля — лауреат I премии и шести специальных призов на Международном конкурсе камерных ансамблей имени Танеева в Калуге (1999), лауреат II премии XX Международного конкурса камерных ансамблей в Трапани (2000).

## Дискография
- Barber: Sonata, Op. 6 — Grieg: Sonata in A Minor — Martinu: Variations on a Slovakian Theme (Кристина Блаумане, виолончель; Яков Кацнельсон, фортепиано) – 2007, Quartz (QTZ 2057)
- Brahms Viola (Максим Рысанов, альт; Яков Кацнельсон, фортепиано; Кристина Блаумане, виолончель) – 2008, Onyx (ONYX 4033)
- Katsnelson Plays Bach – 2011, Quartz  (QTZ 2084)
- The Leaden Echo (music by Leonid Desyatnikov) (Борис Андрианов, Роман Минц, Максим Рысанов, Кристина Блаумане, William Purefoy, Яков Кацнельсон и другие) — 2011, Quartz (QTZ 2087)
- Beethoven: Sonatina for Viola and Cello, Duo for Viola and Cello, et. al (Максим Рысанов, альт; Кристина Блаумане, виолончель; Яков Кацнельсон, фортепиано) – 2012, Quartz (QTZ 4108)